# Przylubie Polskie
Przylubie Polskie – część miasta Solec Kujawski w Polsce, położona w województwie kujawsko-pomorskim, w powiecie bydgoskim, w gminie Solec Kujawski. Leży na wschód od centrum miasta, przy ulicy Toruńskiej.
Przylubie Polskie to dawny obszar dworski. 1 lipca 1925 Przylubie Polskie włączono w większości (160,6 ha) do Solca.